# 옌퐁현
옌퐁현(베트남어: Huyện Yên Phong / 縣安豐)은 베트남 홍강 삼각주 박닌성의 현이다.

## 지리
옌퐁은 박닌성 북서쪽에 위치해 있다. 현의 동쪽은 박닌시에 접해 있다. 남동쪽으로는 뚜선을 접경한다. 현의 북쪽에는 꺼우강이 있으며, 박장성의 히엡호아현과 비엣옌시사이 있다. 서쪽으로, 하노이의 속선현과 동안현이 인접해 있다. 18번 고속도로는 박닌시 부끄엉 방의 국도 1A와 노이바이-할롱 고속도로가 지역을 통과한다.

## 행정구역
옌퐁현은 1개의 시진(市鎭)과 13개의 싸(社)를 관할한다.

### 시진
- 쩐쪼 시진 (Thị trấn Chờ/ 徐市鎭)

### 사
- 동퐁 사 (Xã Đông Phong / 東豐社)
- 동토 사 (Xã Đông Thọ / 東壽社)
- 동띠엔 사 (Xã Đông Tiến / 東進社)
- 중리엣 사 (Xã Dũng Liệt /勇烈社)
- 호아띠엔 사 (Xã Hòa Tiến / 和進社)
- 롱쩌우 사 (Xã Long Châu / 隆洲社)
- 땀다 사 (Xã Tam Đa / 三多社)
- 땀장 사 (Xã Tam Giang / 三江社)
- 투이호아 사 (Xã Thụy Hòa / 瑞和社)
- 쭝응히아 사 (Xã Trung Nghĩa / 忠義社)
- 반몬 사 (Xã Văn Môn / 文門社)
- 옌푸 사 (Xã Yên Phụ / 安阜社)
- 옌쭝 사 (Xã Yên Trung / 安中社)

## 산업
- 삼성전자 베트남
- 삼성 디스플레이 베트남